# Транскрипция (лингвистика)
Транскри́пция (лат. trans- «через; пере-» + scribo «черчу, пишу», букв. «переписывание») в лингвистике — передача на письме тем или иным набором письменных знаков (фонетическим алфавитом) элементов звучащей речи (фонем, аллофонов, звуков). 
В лингвистической теории и практике транскрипция имеет разнообразные применения.

## Транскрипция звучания родного для читателя языка
Транскрипция может передавать знаками, взятыми из какого-либо алфавита, произношение на языке членов того же языкового сообщества (этноса, субэтноса, жителей какого-либо региона или поселения), которое пользуется этим алфавитом, то есть записывать звучание родного для пользователей языка или его версии (диалекта, идиолекта).
Так русская версия кириллицы (иногда несколько видоизмененная с целью более точной передачи звучания) используется в российских учебниках русского языка, языкознания (на русском материале), словарях русского языка. С помощью такой записи читателей знакомят как с общими правилами произношения (литературной произносительной нормой), так и с особенностями произнесения, характерными для: 
1. отдельных слов, словосочетаний, буквосочетаний и сочетаний звуков,
2. тех или иных групп населения, выделяемых по территории проживания, родному языку и/или диалекту, возрасту и т. д.

Для носителей других языков (прежде всего с алфавитно-фонетическими системами письма) также удобнее знакомиться с произношением, записанным с помощью знаков их родных языков, и в учебных словарях английского языка для школьников и студентов в Великобритании и США транскрипция зачастую приводится с помощью видоизмененного латинского (английского) алфавита, дополненного надстрочными и подстрочными знаками ударения и долготы гласных.
Языковедами выделяется несколько разновидностей транскрипции. Основные смыслоразличительные особенности произношения, выраженные противопоставлениями фонем, приводит фонематическая транскрипция. Она позволяет различать такие звукокомплексы, различающиеся минимальным набором звуковых признаков, как русские слова пал [пал] и пол [пол], пат [пат] и падь [пат'] (последнее — с оглушением и обозначением мягкости конечного согласного) или разные произношения слова булочная с [чн] или [шн]. В слабых позициях фонематическая транскрипция учитывает происходящее в них снятие противопоставлений фонем. Для парных по звонкости-глухости русских согласных это позиция в абсолютном конце слова: так чад и чат звучат в форме именительного падежа одинаково и их транскрипция будет совпадать, принимая вид [чат]. Для противопоставляемых в сильной позиции — под ударением — русских гласных фонем слабыми позициями будут безударные, и в большинстве случаев произношения, соответствующего литературной произносительной норме, звук, произносимый на месте безударного О, будет совпадать со звуком, даваемым русским безударным А (фонетический процесс количественной и качественной редукции — ослабления звука). В первом предударном слоге такой безударный звук в русской транскрипции обозначается знаком [ʌ]: вода [вʌда́] (именительный падеж единственного числа) / воды́ [вʌды́] (родительный падеж единственного числа) / во́ды [во́ды] (именительный падеж множественного числа). Еще более ослабленный из-за удаленности от ударения гласный звук, произносимый после твердых согласных на месте орфографических А, О, Ы во втором предударном и всех заударных слогах в русской транскрипции обозначается знаком [ъ]: вода [вʌда́] / водный [во́днъй] / водяной [въд’ино́й] / водянистый [въд’ьни́стъй]. Безударный закрытый (верхнего подъема) гласный, образующийся на месте орфографических И и Е после мягких согласных, обозначается как [ь].
Для более тонкой передачи особенностей тех или иных региональных, хронологических или иных произносительных вариантов используется фонетическая транскрипция. Она более точно отображает процессы взаимодействия звуков в речевом потоке — количественную и качественную редукцию, аккомодацию гласных и согласных друг к другу (например, назализацию и лабиализацию), частичную или полную ассимиляцию звуков по месту и способу их образования.

## Транскрипция звучания иных языков
Передача на письме звучащей речи на языках, не являющихся родными для предполагаемой читательской аудитории, может быть в большей или меньшей степени подчинена задачам простоты или точности. Для простоты ознакомления нефилологов с иноязычной речью издавна также использовались знаки их родных алфавитов, что делалось прежде всего в многочисленных разговорниках.
Более строгий научно-лингвистический подход к проблеме записи звуков различных языков учитывал различия в артикуляции даже близких в них звуков и привел к выработке Международного фонетического алфавита, точно учитывающего место образования и способ образования каждого звука человеческих языков в системе органов речи.
Транскрипция тем или иным способом записи необходима и для передачи на иностранных языках слов и выражений из тех языков, которые не обладают письменностью или обладают ею в не алфавитной, а идеографической (логографической, иероглифической) форме.
Учеными выделены регулярные соответствия между различными системами алфавитного письма, но перед письменным переводчиком иноязычных текстов часто стоит задача выбора оптимального способа передачи собственных имен (личных имен и географических названий), названий инокультурных реалий на язык перевода. Этот выбор (в случае алфавитной письменности языка исходного текста) происходит между максимально возможной передачей звучания (транскрипцией) и передачей буквенных соответствий — транслитерацией (которая, естественно, невозможна при идеографической письменности источника) и переводчик вынужден искать компромиссы. Компромиссным вариантом считается практическая транскрипция, учитывающая не только звуковые, но и буквенные соответствия. Её используют и современные компьютерные программы, помогающие переводить; примером может служить опирающийся на исследования российских лингвистов инструмент «Транскриптор» на сайте Артемия Лебедева.
Проблемы адаптации иноязычного слова или выражения в каком-либо языке возникают как при различии алфавитов обоих языков, так и в том случае, если приходится подбирать исходному выражению из алфавитного языка наиболее созвучное соответствие в языке с иероглифической письменностью, хотя при этом возможны досадные смысловые наслоения между источником и результатом.